# 軍教片
軍教片是以軍事為主題的影劇類型之一，在臺灣因《中華民國憲法》的規定而實施義務役，逐漸發展出以中華民國國軍「軍事教育」過程為題材的影片，是中華民國兵役制度下所發展出的特有片種。
在此片種誕生之前，在臺灣所存有的軍事題材作品，多半是以歷史戰記為題材的「愛國電影」，也是因為當時的時空背景，戰爭題材中主要的敵人亦是以日軍（八年抗戰）與中國人民解放軍（第二次國共內戰）居多；這類電影的主角往往都是熱血愛國的革命軍人。1978年的《黃埔軍魂》有別於當代的氛圍，為首部以軍校訓練為題材的電影（之後於1983年又有以中正預校為背景的中視連續劇《少年十五二十時》，為首度把軍教主題搬上電視螢光幕）。
同年，改編自小說的《成功嶺上》推出，才將焦點轉換於平民老百姓作為主角，以大專集訓的趣事開啟了軍教片的先河；隨後幾年也有電視台拍攝同名主題的連續劇。發展之中最關鍵的便是1987年金鰲勳的《報告班長》，直接以臺灣青年必經的成長過程－－役男入伍－－作為賣點，喚醒了大部分人的陳年記憶而為之轟動，更是將軍教片的風格給獨門別類地確立；為當時受到洋片與港片夾殺下，日漸頹疲的中華民國國片市場，注入了一劑強心針與新的摸索方向。同時卻也造成後頭一窩風的作品跟進直至欲振乏力。最後是在2000年《報告班長6之報告總司令》結束後，就再也沒類似的題材出現了。就此沉寂了10年，直到2010年民視的電視劇《新兵日記》的出現，才又掀起了軍教片的熱潮。
國防部政治作戰局委託中華電視公司製作的著名軍事教育節目《莒光園地》，名稱來源自毋忘在莒，最初的節目名稱為《莒光日電視教學》，1988年4月14日更名為《莒光園地》。現於每週四14:10於華視主頻首播，並於週五14:00和週六08:10各重播一次，1975年起在華視播出至今，每集節目約長55分鐘。

## 作品

### 電影
- 《軍中芳草》（1952年）
- 《長風萬里》（1958年）
- 《黃埔軍魂》（1978年）
- 《成功嶺上》（1979年）
- 《大地勇士》（1980年）
- 《天降神兵》（1981年）
- 《中國女兵》（1981年）
- 《動員令》（1982年）
- 《金門女兵》（1983年）
- 《小畢從軍去》（1983年）
- 《聖戰千秋》（1983年）
- 《起床號》（1987年）（金鰲勳以中正預校為題材電影）
- 《大頭兵》（1987年）
- 《大頭兵2 大頭兵出擊》（1987年）
- 《大頭兵3 阿兵哥》（1987年）
- 《報告班長》（1987年）（報告班長系列）
- 《報告班長2》（1988年）（報告班長系列）
- 《天才小兵》（1988年）
- 《壯志豪情》（1989年）(唯一港產軍教片)
- 《天龍地虎》 (1989年)
- 《金馬大兵》（1990年）
- 《成功嶺上2 全面出擊》（1990年）
- 《少爺當大兵》（1990年）
- 《壯志豪情》（1990年）
- 《大頭兵上戰場 雜牌軍》（1991年）
- 《想飛 傲空神鷹》（1993年）（軍教片當中少數以空軍為背景的作品）
- 《報告班長3》（1994年）（報告班長系列）
- 《肝膽豪情》（1995年）
- 《號角響起》（1995年）
- 《超級班長》（1996年）
- 《狗蛋大兵》（1996年）
- 《報告班長4拂曉出擊》（1996年）（報告班長系列）
- 《超級三等兵》（1997年）（狗蛋大兵續集）
- 《報告班長5：女兵報到》（1997年）（報告班長系列）
- 《超級天兵之機車班長》（1998年）
- 《報告班長6：報告總司令》（2000年）（報告班長系列）
- 《軍中樂園 (電影)》（2014年）（軍教片當中少數以茶室軍妓為背景的作品）
- 《想飛》（2014年）（軍教片當中少數以空軍為背景的作品）
- 《報告班長7 勇往直前》（2016年）（報告班長系列）

### 電視劇
- 《新兵日記》（1974年）：台視電視劇（閩南語）
- 《少年十五二十時》（1983年）：中視電視劇
- 《成功嶺上》（1983年）：中視電視劇
- 《六壯士之古寧頭戰役》（1989年）：華視電視劇
- 《大兵日記》（1990年）：華視電視劇
- 《長官好》（1991年）：中視電視劇
- 《軍官與淑女》（1992年）：中視電視劇(長官好續集，軍教片當中少數以海軍為背景的作品)
- 《大地勇士》（1993年）：華視電視劇
- 《新兵日記》（2010年）：民視電視劇
- 《新兵日記之特戰英雄》（2011年）：民視電視劇
- 《勇士們》（2011年）：三立、台視電視劇
- 《一代新兵之八極少年》（2015年）：華視、年代電視劇
- 《軍官·情人》（2015年）：三立、東森電視劇
- 《最好的選擇》（2017年）：緯來戲劇台電視劇
- 《女兵日記》（2018年）：TVBS歡樂台電視劇

## 典型角色
班長
為劇中軍方的代言者，通常被塑造成克盡己職、冷血無情的形象，在故事之中都會擁有『魔鬼班長』、『瘋狗班長』、『機車班長』等封號。而在大部份軍教片中，班長通常都是士官學校畢業的志願役士官；鮮少有反映出現今基層部隊因人員不足，多半下士班長都是經受訓後由義務役轉任的實態。
日記兵
故事中的真正主角，在劇中以旁觀者的身分，從側旁記錄每位人物的點點滴滴。
天兵
個性天真散漫的甘草人物。
叛逆兵
特質為特立獨行、不服管教，即使在表現上擁有優異的能力，卻因忽略團體行動的原則，而被班長給盯上招致嚴加管教，但是到最後都會受到同袍影響而被感化。
臺灣原住民兵
說話時語尾都會有「～的啦」誇張化的口音。事實上，教育普及的當今台灣社會，原住民青年談吐已無如此強烈的腔調，是軍教片對原住民的刻板印象之一。
福利社小姐
營站福利社的女店員。是除了女性軍官外，唯一能夠名正言順地存在於軍營中的女性角色。通常是劇中戀愛情節的主要人物。

## 因軍教片而聞名的演藝界人士
- 報告班長
  - 金鰲勳：報告班長系列的創始者。
  - 庹宗華：素有「永遠的班長」之稱。
  - 李興文：成為軍教片的代表演員之一；演出角色舉凡從士兵到連長皆有涉及。
  - 楊慶煌：在劇中飾演的角色較為溫和、憨厚。
  - 施孝榮：在劇中飾演原住民的形象令人印象深刻。
- 新兵日記
  - 阿龐：在劇中飾演班長而人氣竄升。
  - 趙駿亞：在劇中飾演班長而人氣竄升。亦於2016年接拍電影「報告班長7 勇往直前」。
  - 劉香慈：在劇中飾演士官長而人氣竄升，而有新一代「軍中情人」，更有台灣潔西卡·艾芭之稱。
  - 姚元浩：在劇中飾演排長而人氣竄升。
  - 浩角翔起：人氣竄升，主持節目亦增多。
  - 錢君仲：一炮而紅，因此有了主持節目的機會。
  - 林道遠：一炮而紅，因此有了主持節目的機會。
  - 張芯瑜：人氣竄升，戲約、代言廣告緊接而來，收入比以前大幅提高。

## 外部連結
- 台灣大明星─軍教片 （页面存档备份，存于）
- 台灣演義─軍教片 （页面存档备份，存于）